# Ali Larbi Hannachi
Ali Larbi Hannachi (arabe : علي العربي الحناشي), plus connu sous le surnom de Haj Ali (الحاج علي), né le 10 octobre 1937 à Tunis et décédé le 24 novembre 2015, est un footballeur international tunisien évoluant au poste de milieu de terrain offensif puis défensif.

## Carrière

### Clubs
Il commence sa carrière à l'Olympique de Tunis et brille parmi les juniors, ce qui lui permet de rejoindre à 18 ans les rangs des seniors. Le 27 février 1955, il dispute sa première rencontre contre le Sfax railway sport, un match perdu (1-3). Mais, la semaine suivante, il marque son premier but lors du match contre le Patrie Football Club bizertin (4-1). Malgré la présence d'un trio d'attaque performant composé de Laâroussi Dhaou (alias Larou) et des frères Amédée et Nicolas Scorsone (32 buts à eux trois), il arrive à s'imposer comme titulaire de l'équipe.
Mais, en 1957, à la suite de la fusion de l'équipe avec l'Union sportive musulmane, les joueurs ont la liberté d'opter pour le club de leur choix, et Haj Ali en profite pour signer à l'Espérance sportive de Tunis, équipe avec laquelle il va jouer pendant dix saisons. Il exerce ensuite la carrière d'entraîneur, notamment à Al Hilal et à la Jeunesse sportive d'El Omrane, où il forme plusieurs jeunes footballeurs.

### Équipe nationale
Il fait partie du premier noyau de l'équipe nationale de la Tunisie indépendante, en disputant les deux matchs de préparation de 1956 contre la sélection du Sud-Ouest de la France, puis contre l'Admira Vienne. Il joue ensuite le premier match international officiel de la Tunisie contre la Libye le 2 juin 1957. À cette occasion, il marque l'un des quatre buts de la Tunisie. Il fait partie de la sélection jusqu'au 16 avril 1963, date de son dernier match international contre le Congo Léopoldville.

## Palmarès

### Espérance de Tunis
- Championnat de Tunisie (2) : 
  - Champion : 1959 et 1960
- Coupe de Tunisie (1) : 
  - Vainqueur : 1964

### Équipe nationale
- Vainqueur de la Coupe arabe des nations en 1963
- Médaillé d'argent des Jeux de l'Amitié en 1963